# 27810 Daveturner
27810 Daveturner (1993 OC2) là một tiểu hành tinh vành đai chính bên trong được phát hiện ngày 23 tháng 7 năm 1993 bởi C. S. Shoemaker và D. H. Levy ở Palomar.